# 阿瑟·M·乔利
阿瑟·M·乔利（1969年—）是一位英格兰裔美国剧作家和編劇，2006年其作品《博比斯坦自由共和国》（The Free Republic of Bobistan）获美国电影艺术与科学学院颁发的尼克尔编剧研究会奖（Nicholl Fellowship in Screenwriting）。

## 个人生活
1969年出生于東薩塞克斯郡雷威斯，父理查德·乔利，母艾莉森·喬利，高中毕业于史岱文森高中。